# Chambre de commerce et d'industrie de l'Aisne
La chambre de commerce et d'industrie de l'Aisne est la CCI du département de l’Aisne. Son siège est à Saint-Quentin à l'espace Jean Bouin. Elle a des annexes à Laon, Chateau-Thierry, à Soissons et à Vervins.
Elle fait partie de la chambre régionale de commerce et d'industrie de région Hauts-de-France.

## Missions
Comme chambre de commerce, elle est un organisme chargé de représenter les intérêts des entreprises commerciales, industrielles et de service de l’Aisne et de leur apporter certains services. C'est un établissement public qui gère en outre des équipements au profit de ces entreprises.
Comme toutes les CCI, elle est placée sous la tutelle du préfet du département représentant le ministère chargé de l'industrie et le ministère chargé des PME, du Commerce et de l'Artisanat.

### Service aux entreprises
- Centre de formalités des entreprises
- Assistance technique au commerce
- Assistance technique à l'industrie
- Assistance technique aux entreprises de service
- Point A (apprentissage)

### Centres de formation
- Centre de Formation des Apprentis de la CCI de l'Aisne à Laon (Vente, Fleuriste, Restauration).

## Historique

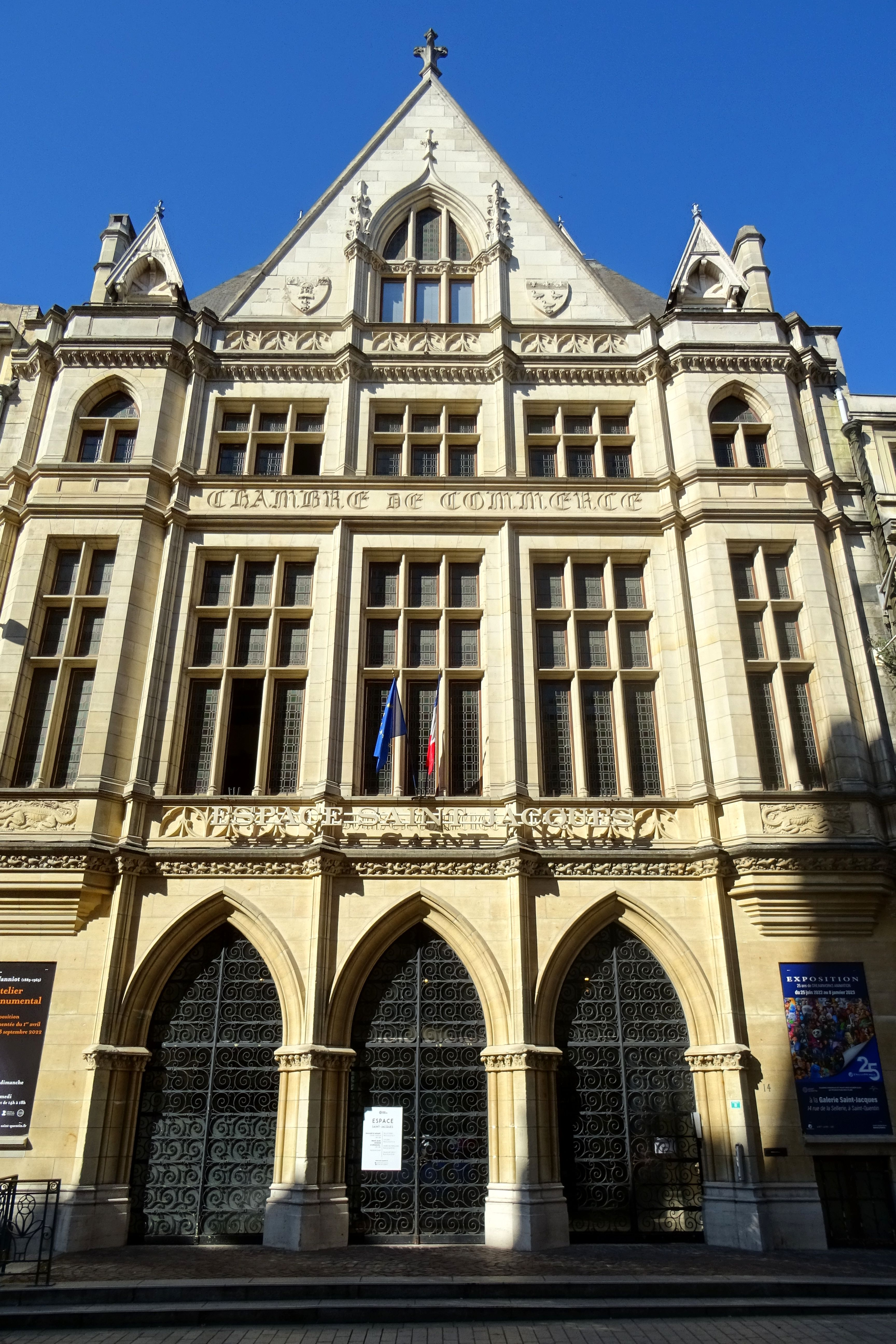
L'édifice de la chambre de commerce inauguré en 1929 au 14, rue de la Sellerie.

- 2 avril 1804 : Création de la chambre consultative des manufactures, fabriques, arts et métiers de Saint-Quentin.
- 10 mars 1850 : Cette chambre consultative devient la chambre de commerce de Saint-Quentin et de l'Aisne.
- 2 juin 1929 : Inauguration d'un nouvel édifice à l'emplacement de l'ancienne église Saint-Jacques, au 14 rue de la Sellerie, par le président Paul Doumer[1].
- 1960 : La chambre de commerce devient chambre de commerce et d'industrie.
- 1980 : Installation boulevard Jean-Bouin.
- 6 mars 2000 : Par délibération, la "chambre de commerce et d'industrie de St-Quentin et de l'Aisne" devient la "chambre de commerce et d'industrie de l'Aisne".
- 1er janvier 2017 : intégration dans la nouvellement créée CCI de région Hauts-de-France

### Présidents
- BLONDEL Jacques (1804-1805)
- DELHORME Alain (1805-1808)
- JOLY de BAMMEVILLE Samuel (1808-1811)
- JOLY Jean (1811-1816)
- DE BAUDREUIL Antoine (1816-1828)
- DUPUIS Jean-Baptiste (1828-1832)
- NAMUROY Jean (1832-1837)
- DEALLE Victor (1837-1841)
- DESJARDINS Pierre (1841-1844)
- LEMAIRE Charles (1844-1848)
- PICARD Charles (1848-1850)
- PICARD Charles (1850-1872)
- SARAZIN-DEHOLLAIN (1872-1877)
- LEBÉE Eugène (1877-1880)
- MALÉZIEUX Henri (1880-1884)
- ROUSSEAU Émile (1884-1893)
- MARIOLLE-PINGUET (1893-1901)
- ROUART Louis (1901-1904)
- HUGUES Émile (1904-1909)
- TOURON Eugène (1909-1925)
- BLONDET Jules (1925-1944)
- VANDENDRISSCHE Gustave (1944-1945)
- WAENDENDRIES Paul (1945-1954)
- SERET Pierre (1954-1962)
- VÉDÉ Roger (1962-1968)
- SANSEN Edmond (1968-1974)
- MOREL Marcel (1974-1976)
- VALENTIN Bernard (1976-1986)
- RENAUD Serge (1986-2010)
- RIBE Charles (2010-2016)
- JACOB Olivier (2016-

## Pour approfondir